# Discworld (игра)
Discworld (с англ. — «Мир-диск») — юмористическая приключенческая компьютерная игра совместного производства Teeny Weeny Games и Perfect 10 Productions, созданная в 1995 году. Сюжет игры основан на романе Терри Пратчетта «Стража! Стража!» из цикла произведений о Плоском мире. Существует несколько версий игры. Изначально она издавалась на дискетах, а также в полностью озвученном варианте на компакт-дисках.

## Сюжет
Главным героем здесь выступает волшебник-недоучка Ринсвинд. Некое тайное общество решило вызвать дракона. Цель игры — уберечь город Анк-Морпорк от этого чудовища. В отличие от книги, в игре роль спасителя отводится именно Ринсвинду.
По сценарию игры главному герою не грозит смерть, хотя несколько встреч со Смертью происходит. Весь игровой процесс, согласно канонам квестов в стиле point-and-click, основан на взаимодействии с объектами игрового мира — как с живыми, так и неодушевлёнными.
Структура диалогов нетипична. Взамен диалоговых «деревьев» предоставлен ряд «настроений» (утверждение, насмешка, вопрос), к каждому из них в каждом из разговоров привязан свой диалог; плюс к тому, иногда у Ринсвинда может возникнуть к собеседнику специфический вопрос, помогающий в продвижении по сценарию.
Общению Ринсвинда с остальными персонажами в игре уделяется особое внимание — диалоги, как правило, весьма продолжительны и наполнены шутками, многие из которых строятся на игре слов. Щелчок левой кнопкой мыши позволяет использовать или взять предмет (или поговорить с персонажем), щелчок правой — посмотреть на игровой объект или персонаж. При осмотре объекта Ринсвинд выскажет о нём своё мнение. При этом сам Ринсвинд также является полноправным объектом игры — к нему тоже можно применять все описанные действия.
При себе Ринсвинд может иметь лишь собственный кошель и ещё один предмет из своего имущества. Весь остальной багаж главного героя хранится в неотступно следующем за Ринсвиндом Сундуке. Если щёлкнуть на Сундуке левой кнопкой мыши, то его содержимое появится в открывшемся на экране окне. Одним нажатием предмет может быть выбран и использован. Точно так же, если щёлкнуть на Ринсвинде, откроется окно с тем, что Ринсвинд держит при себе, включая приобретённые им навыки — умения, которыми персонаж овладевает по ходу игры.

## Актёры озвучивания
- Эрик Айдл — Ринсвинд
- Тони Робинсон — различные персонажи
- Рон Брайдон — различные персонажи
- Джон Пертви — различные персонажи
- Кейт Роббинс — различные персонажи